# Rudolf Grimmer
Rudolf Grimmer (* 20. Mai 1908 in Schmiedeberg; † 2. Januar 1974) war ein kommunistischer Widerstandskämpfer gegen den Nationalsozialismus und ab 1945 Landrat des Kreises Dippoldiswalde.

## Leben und Werk
Grimmer absolvierte eine Lehre als Maschinenschlosser und arbeitete in seinem Beruf, ab 1937 im Erzbergwerk Sachsenwerk in Schmiedeberg.
Er war Mitglied der KPD und leitete deren Ortsgruppe Schmiedeberg. Nach der Machtergreifung der Nationalsozialisten betätigte er sich aktiv im antifaschistischen Untergrund. Er hatte dazu Kontakte nach Chemnitz und Hainichen und über seinen Bruder Artur Grimmer nach Berlin. Dort hatte er Verbindung zur Saefkow-Jacob-Bästlein-Organisation und traf er u. a. Georg Dimentstein und Hugo Kapteina. Er legte in seinem Haus in Schmiedeberg ein Versteck für Waffen an und war von Anton Saefkow für eine geplante Aktion zur Befreiung Ernst Thälmanns aus der Haftanstalt in Bautzen vorgesehen.
Nach dem Ende des NS-Staats war Grimmer ab 1945 Landrat des Kreises Dippoldiswalde. 1949 gehörte er zur Jury der Kunstausstellung Heimat + Arbeit in Dippoldiswalde und schrieb er für den Katalog das Geleitwort.
Grimmer qualifizierte sich zum Bergingenieur und wurde Ökonomischer Leiter des VEB Druckguss Heidenau.
Grimmer war mit Hedwig, geb. Röck, verheiratet.